# Rapidball
Rapidball (eller Rapid Ball) er en ketchersport, der spilles på en almindelig squashbane, men med anderledes ketchere og bolde. Reglerne i rapidball minder meget om reglerne i squash. Ketcher og bold stammer fra nordamerikansk racquetball. Ketcheren har et større hoved end en squashketcher, og bolden er både større og springer højere end en squashbold.
Rapidball anses for at være mere skånsomt mod kroppens led og lemmer end beslægtede ketchersportsgrene.

## Baggrund
Rapidball blev skabt omkring årtusindskiftet af Peter V. Haighton. Han havde dyrket squash i over 35 år og mærkede det slid på kroppen, der følger med at spille flere gange om ugen år efter år.
Han ønskede ikke at stoppe med at spille men søgte en ketchersport, der var mindre krævende for kroppen end squash, og resultatet blev rapidball .

## Karakteristika
ifølge Leon Jackson Jr er Rapidball "en indirekte ketchersport som kombinerer egenskaberne ved squash og racquetball. Sporten spilles på en squashbane i standardstørrelse, men bruger en racquetball-ketcher og en standard racquetball til service og spil. Tre faktorer gør det lettere at spille og begrænser belastningen på kroppen: brugen af en mindre bane, en bold, der springere højere end en squash-bold, og en større mulighed for at bruge bagvæggen til til at returnere bolden. Tilsammen reducerer disse faktorer signifikant mængden bevægelser fra side-til-side og frem og tilbage, som spillerne skal udføre for at nå bolden returnere den, sammenlignet med en almindelig squash-kamp."

## Spilleregler[3]
Reglerne i Rapidball ligner meget reglerne i squash, men de er langt enklere.

### Serven
Serveren har ét serveforsøg og skal på skift serve fra højre og venstre side med mindst et ben inde i serveboksen.
Bolden må dog ikke kastes op i luften men skal i stedet studses i gulvet. Når den springer op fra gulvet, skal den slås direkte op på forvæggen over servelinjen.
Bolden skal komme tilbage fra forvæggen og ramme gulvet inde i modstanderens modtagefelt, inden den eventuelt rører side- eller bagvæg. Hvis bolden rammer en af de røde linjer, regnes det som fejl. Det samme gælder, hvis den rammer side- eller bagvæg før gulvet.

### Serverturnering
Modtageren kan vælge at flugte til serven eller at returnere bolden før eller efter at den har ramt bagvæg eller sidevæg.
For servereturneringen og alle efterfølgende slag gælder, at bolden må ramme bagvæggen og sidevæggene før den rammer forvæggen. Den må kun røre gulvet en gang, før den returneres.

### Pointscore
Alle bolde giver point, uanset hvem der server, undtagen hvis der spilles en ”let” (ombold).
En duel vindes, hvis modstanderen ikke formår at slå bolden tilbage på forvæggen, enten direkte eller via andre vægge, før bolden har rørt gulvet to gange.

### Score
En kamp spilles normalt bedst af 5 sæt til 8 points. Ved stillingen 7-7 vælgere modtageren, om der skal spilles til 8 eller til 10. Andre scoresystemer kan forekomme, f.eks. som i squash bedst af 5 sæt til 11, eller bedst af tre sæt til 15, hvor kun serveren kan score point.

## Udbredelse
Rapidball er udbredt i Spanien (specielt Mallorca, hvor spillet opstod) men også i resten af Europa og Amerika. I Danmark spilles rapidball i regi af Dansk Squash Forbund.

## Danske mesterskaber
Der er afhold følgende Danmarksmesterskaber i rapidball:
| År   | Herre guld        | Herre sølv     | Herre bronze     | Dame guld        | Dame sølv        |
| ---- | ----------------- | -------------- | ---------------- | ---------------- | ---------------- |
| 2017 | Christian Frølund | Peter Hørlych  | Jens Chr. Hansen |                  |                  |
| 2016 | Peter Hørlych     | Anders Knudsen | Jens Chr. Hansen | Maj-Britt Madsen | Anne Grethe Kahl |